# Городецька волость (Кобринський повіт)
Городецька волость — історична адміністративно-територіальна одиниця Кобринського повіту Гродненської губернії Російської імперії. Волосний центр — містечко Городець.
Станом на 1885 рік складалася з 20 поселень, 8 сільських громад. Населення — 5032 особи (2572 чоловічої статі та 2460 — жіночої), 325 дворових господарств.
|                     | Площа, десятин | У тому числі орної, дес. |
| ------------------- | -------------- | ------------------------ |
| Сільських громад    | 5070           | 3222                     |
| Приватної власності | 12664          | 1402                     |
| Казенної власності  | 3              | —                        |
| Іншої власності     | 196            | 121                      |
| Загалом             | 17935          | 4817                     |

Основні поселення волості:
- Городець — колишнє власницьке містечко за 21 версту від повітового міста, 757 мешканців і 571 міщанин, 74 двори, 2 православні церкви, 2 синагоги, школа, 4 лавки, 3 постоялих двори, 2 вітряних млини.
- Камень-Шляхетський — колишнє власницьке село, 590 мешканців, 45 дворів, православна церква, школа, ярмарок.

## У складі Польщі
Після анексії Полісся Польщею волость отримала назву ґміна Городець.
Розпорядженням Міністра внутрішніх справ Польщі 23 березня 1928 р. передано:
- з ліквідованої сільської ґміни Блоти ряд населених пунктів — сіл: Гірськ і Орлова, селища: Олінець, фільварку: Пелагин та лісничівок: Лагодово, Овалищі і Занибужжя;
- з ліквідованої сільської ґміни Ілоськ — села: Кустовичі, Ліщани і Підземелля.

У січні 1940 р. ґміни ліквідовані у зв'язку з утворенням районів.